# David Berman
David Berman é um ator norte-americano, mais conhecido pelo seu personagem em CSI: Crime Scene Investigation, David Phillips.